# Birkenmühle (Buch am Wald)
Birkenmühle ist ein Wohnplatz der Gemeinde Buch am Wald im Landkreis Ansbach (Mittelfranken, Bayern). Birkenmühle liegt in der Gemarkung Hagenau.

## Geographie
Die Einöde besteht neben dem Wohngebäude, das die Haus Nr. 6 des Ortes Berbersbach trägt, noch aus vier Nebengebäuden. Der Ort liegt am Berbersbach, der ein linker Zufluss des Hagenbachs ist. Ein Anliegerweg führt an der Rufenmühle vorbei nach Berbersbach (0,3 km südlich).

## Geschichte
Gegen Ende des 18. Jahrhunderts gehörte die Birkenmühle zur Realgemeinde Berbersbach. Die Mühle hatte das brandenburg-ansbachische Stiftsamt Ansbach als Grundherrn. Unter der preußischen Verwaltung (1792–1806) des Fürstentums Ansbach erhielt die Birkenmühle die Hausnummer 6 des Ortes Berbersbach. Von 1797 bis 1808 unterstand der Ort dem Justizamt Leutershausen und Kammeramt Colmberg.
Im Rahmen des Gemeindeedikts wurde Birkenmühle dem 1808 gebildeten Steuerdistrikt Buch am Wald und der 1810 gegründeten Ruralgemeinde Buch am Wald zugeordnet. Mit dem Zweiten Gemeindeedikt (1818) wurde Birkenmühle in die neu gebildete Ruralgemeinde Hagenau umgemeindet. Nach 1888 zählte die Mühle zum Ortsteil Berbersbach. Am 1. Januar 1974 wurde Birkenmühle im Zuge der Gebietsreform in Bayern nach Buch am Wald eingemeindet.

### Baudenkmal
- Haus Nr. 6: Birkenmühle, Fachwerkhaus mit massivem Erdgeschoss, 1846; Fachwerkscheune mit Schopfwalmdach, gleichzeitig.[7]

### Einwohnerentwicklung
| Jahr      | 001818 | 001836 | 001840 | 001861 | 001871 | 001885 |
| Einwohner | 6      | 6      | 6      | *      | 6      | 10     |
| Häuser    | 1      | 1      | 1      |        |        | 1      |
| Quelle    | [ 9 ]  | [ 10 ] | [ 11 ] | [ 12 ] | [ 13 ] | [ 14 ] |

## Religion
Der Ort ist evangelisch-lutherisch geprägt und bis heute nach St. Wendel (Buch am Wald) gepfarrt. Die Einwohner römisch-katholischer Konfession sind nach Kreuzerhöhung (Schillingsfürst) gepfarrt.